# Luigi Ruggiu
Luigi Ruggiu (Sassari, 13 agosto 1939) è uno storico della filosofia italiano.

## Biografia
Luigi Ruggiu si laurea in Filosofia presso l'Università Cattolica di Milano con Emanuele Severino, con una tesi su «Il concetto di 'phainesthai'» in Aristotele. Nel 1969 consegue la libera docenza in Filosofia teoretica.
È stato professore incaricato di Storia della filosofia a Venezia e a Trento. Dal 1975 è titolare della stessa cattedra presso l'Università Ca' Foscari Venezia. Già consigliere di amministrazione della Biennale di Venezia (1978-1986) e direttore della rivista di cultura e politica Il Progetto (1982-1992), a cavallo tra gli anni '80 e '90 è stato Preside della Facoltà di Lettere e Filosofia dell'Università Ca' Foscari Venezia.

## Il pensiero
Luigi Ruggiu ha indagato tre questioni centrali della storia della filosofia. In primo luogo ha ricostruito la nozione filosofica di tempo, partendo dai rapporti tra tempo e mito e proseguendo con l'analisi della Fisica aristotelica fino alla nozione hegeliana e heideggeriana di temporalità. Nel campo della filosofia pratica Ruggiu ha indagato il rapporto tra logica e politica, polis e storia e lo statuto epistemologico di una filosofia della prassi.  Importanti sono, in questo ambito, i suoi studi sulla genesi del concetto di economia, con saggi che vanno da Aristotele, a Smith, a Marx, fino a Polanyi e all'economia teorica contemporanea.
Il terzo filone concerne l'origine dell'ontologia nel pensiero di Parmenide, autore a cui Ruggiu ha dedicato un'attenzione particolare. Inoltre nell'ultima parte della sua attività ha effettuato delle ricerche sul giovane Hegel, in particolare sull'intreccio tra interesse teoretico e interesse pratico nel periodo di Jena.

## Opere
- Tempo coscienza e essere nella filosofia di Aristotele, Brescia, 1970
- La scienza ricercata. Economia politica e filosofia. Studi su Aristotele e Marx , Treviso, 1979
- Genesi dello spazio economico (a cura), Napoli, 1982.
- Heidegger e Parmenide (saggio), in Heidegger e la metafisica, a cura di Mario Ruggenini, Marietti, Genova, 1991.
- Parmenide, Poema sulla natura. I frammenti e le testimonianze indirette (saggio introduttivo e commentario filosofico), presentazione e traduzione con testo a fronte di Giovanni Reale, Rusconi, Milano, 1991.
- Aristotele, Fisica (saggio introduttivo, traduzione, note e apparati), Rusconi, Milano, 1995.
- La filosofia come filosofia pratica (saggio), in AA.VV., Strutture del sapere filosofico, a cura di Carmelo Vigna, Il Cardo, Venezia, 1997.
- Anima e tempo in Aristotele (saggio), in AA.VV., Il tempo in questione. Paradigmi della temporalità nel pensiero occidentale, a cura di Luigi Ruggiu, Guerini e Associati, Milano, 1997.
- AA.VV., Filosofia del tempo (a cura), Bruno Mondadori, Milano, 1998.
- Tempo e concetto in Hegel (saggio), in AA.VV., Filosofia del tempo, a cura di Luigi Ruggiu, Bruno Mondadori, Milano, 1998.
- Tempo e storia in S. Agostino (saggio), in Agostino e le apocalissi dell'Occidente, a cura di Placido Cherchi, Cagliari 1998.
- Il presente del passato. La ripresa del pensiero classico nella filosofia contemporanea (saggio), in L'oggetto della storia della filosofia. Storia della filosofia e filosofie contemporanee, a cura di Roberto Racinaro, Salerno 1999.
- Tempo e anima in S. Agostino (saggio), in Agostino e il destino dell'Occidente, a cura di Luigi Perissinotto, Roma 2000.
- Giordano Bruno: destino e verità (a cura), Marsilio, Venezia, 2002.
- Hegel contemporaneo: la ricezione americana di Hegel a confronto con la tradizione europea (a cura), Guerini, Milano, 2003.
- La crisi dell'ontologia: dall'idealismo tedesco alla filosofia contemporanea (a cura), Guerini, Milano, 2004.
- Tempo della fisica e tempo dell'uomo. Parmenide, Aristotele e Agostino, Libreria Editrice Cafoscarina, Venezia, 2006.
- Soggettività, ontologia, linguaggio (a cura), Libreria Editrice Cafoscarina, Venezia, 2007.
- Identità differenze conflitti (a cura), Mimesis, Milano, 2007.
- Lo spazio sociale della ragione. Da Hegel in avanti con Italo Testa, Mimesis, Milano, 2009.
- Logica metafisica politica. Hegel a Jena, Mimesis, Sesto San Giovanni, 2010 (due volumi).

| Controllo di autorità | VIAF (EN) 34471472 · ISNI (EN) 0000 0001 2127 2863 · SBN CFIV113334 · ORCID (EN) 0000-0001-5597-5970 · LCCN (EN) n83013034 · GND (DE) 1111527571 · BNF (FR) cb12030086m (data) |